# Ángel Ojeda
Ángel Ojeda Allauca (Callao, 11 agosto 1992) è un calciatore peruviano, centrocampista dell'UTC Cajamarca.